# Giovanni I di Monaco
Giovanni I di Monaco, detto il Lungavita (Monaco, 1382 – Monaco, 8 maggio 1454), fu un membro della famiglia Grimaldi e Signore di Monaco dal 1419 al 1441, intervallando il proprio governo più volte con dominazioni straniere.

## Biografia

### Infanzia

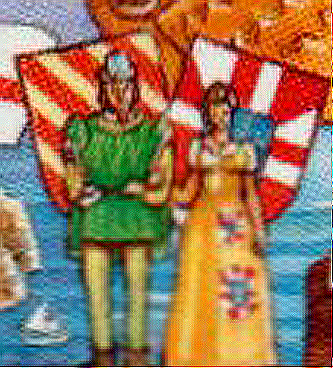
Ranieri II di Monaco e Isabella Asinari su un francobollo

Giovanni era figlio di Ranieri II, Signore di Monaco, Mentone e Roccabruna. Alla morte del padre, nel 1407, egli prese possesso della fortezza di Monaco, che era stata persa da suo nonno Carlo I nel 1357 in favore dei genovesi, assieme ai fratelli Ambrogio e Antonio, nel 1419. Malgrado la volontà paterna, egli governò dapprima assieme ai due fratelli e dopo sette anni egli congedò dalle operazioni di governo i medesimi (ripagandoli con il governo di Mentone e Roccabruna, rispettivamente) e assunse il pieno controllo di Monaco.

### Matrimonio

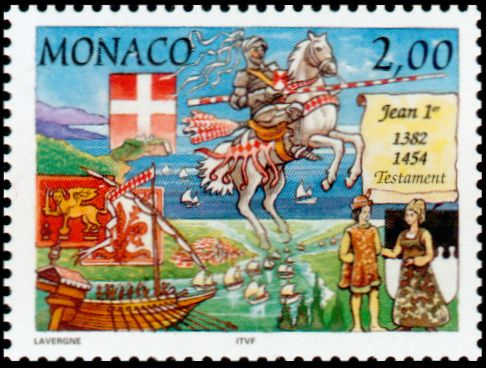
Un francobollo raffigurante i sovrani Pomellina Fregoso e Giacomo I di Monaco

Giovanni I sposò Pomellina Fregoso, dalla quale ebbe tre figli.

### Signore di Monaco

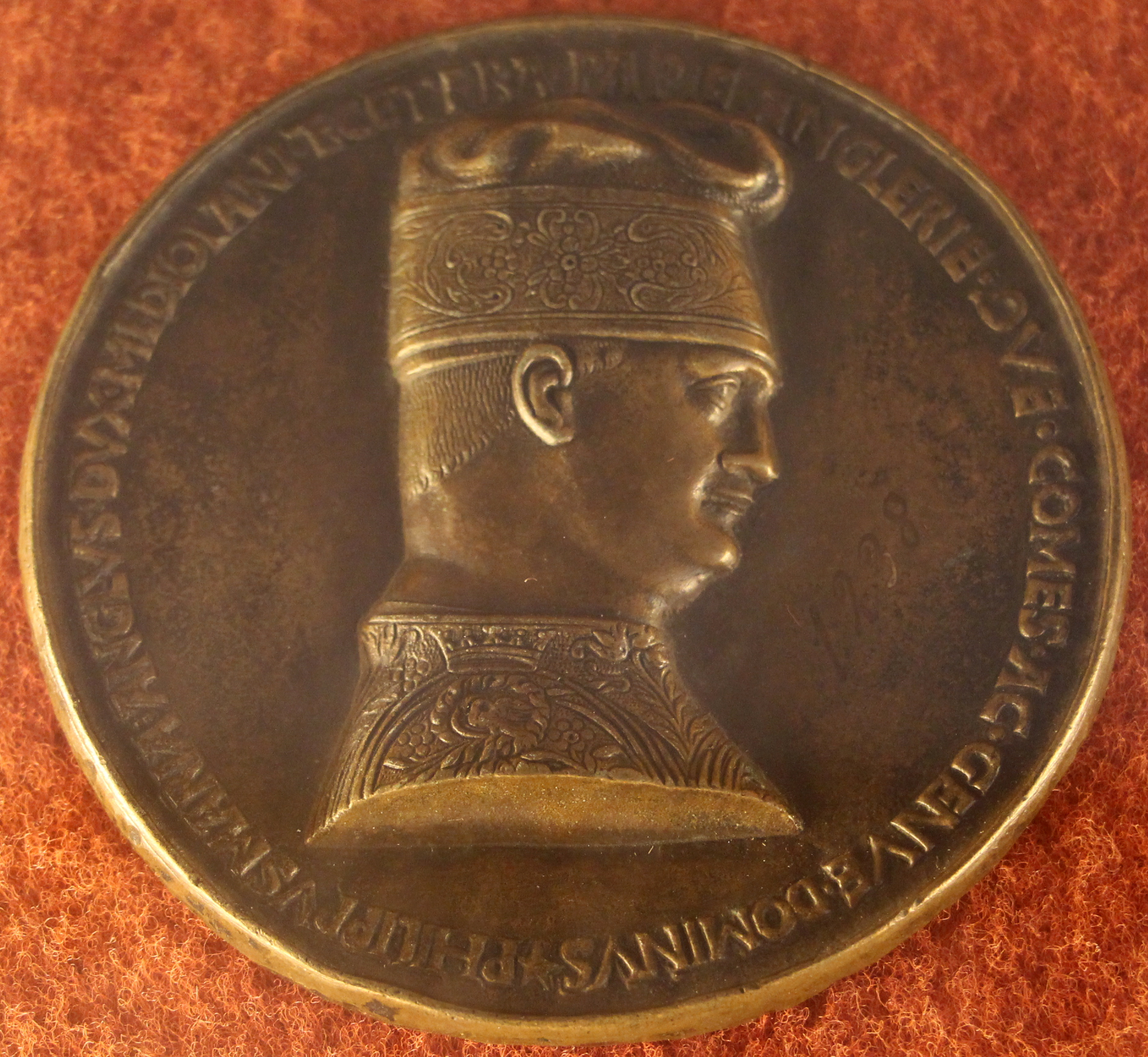
Filippo Maria Visconti su una medaglia di Pisanello

Nel corso del proprio regno, Giovanni dovette sovente scontrarsi con le altre dominazioni straniere, vendendo, ritrattando e riconquistando la fortezza di Monaco.
Nel 1421 e nel 1422 egli si pose col proprio esercito al soldo delle potenti città di Firenze e Napoli.
Egli vendette Monaco per 12.000 lire genovesi nel 1429 al governante di Genova, Filippo Maria Visconti, per poi (pochi anni dopo) riprendere possesso dell'area con la forza, annullando il contratto.

Stemma dei Fregoso

In sua assenza, governò la moglie, Pomellina Fregoso, che fu in grado di coordinare le operazioni che la videro difendere Monaco dagli attacchi di Luigi di Savoia, mentre anche il figlio Catalano si trovava in Italia.
Nel 1448 Giovanni I offrì la propria signoria al Conte di Savoia, in cambio del pagamento di una pensione annuale per il prestito, ma questi rifiutò l'offerta per paura delle rivolte che potevano derivare dai territori di Nizza e Turbia. Il 19 dicembre 1448 Giovanni prese quindi possesso con la forza delle piazzeforti di Mentone e Roccabruna, conservandole per i propri eredi.

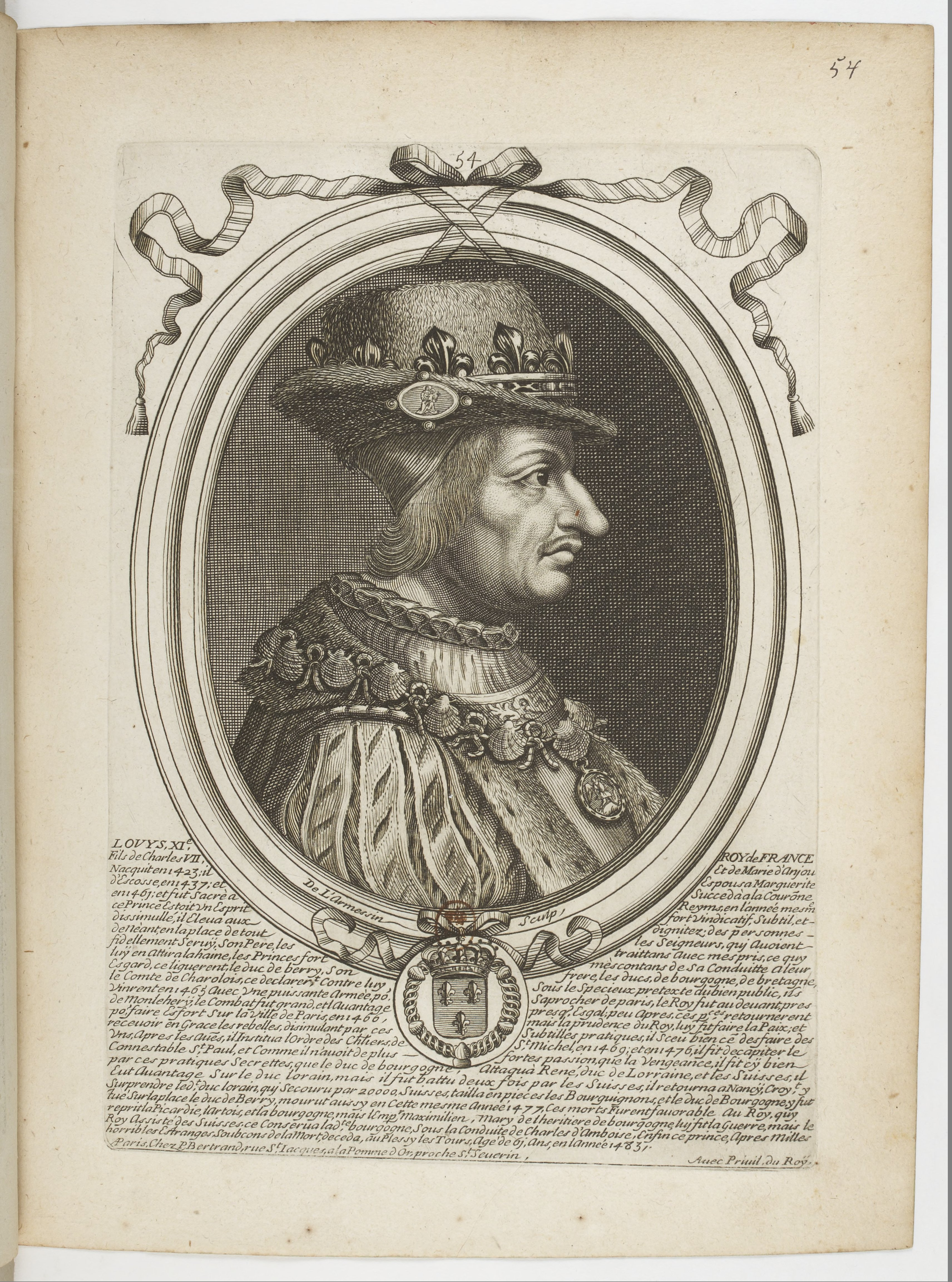
Luigi XI, re di Francia.

Nel 1451, non riuscendo a saldare i propri debiti che ammontavano a 12.000 talleri d'oro, vendette la signoria al delfino Luigi di Francia, futuro Luigi XI, ma il Principe francese non prese mai possesso dei territori, essendo anch'egli insolvente nei pagamenti.

### Morte
Nel 1454 Giovanni morì e venne sepolto al fianco del padre Ranieri II.

## Discendenza
Giovanni I ebbe da Pomellina Fregoso tre figli:
- Costanza
- Catalano, erede al trono paterno
- Bartolomeo

## Ascendenza
|                      |   |                        | Genitori             |  |  | Nonni |  |  | Bisnonni            |  |  | Trisnonni          |  |
|                      |   |                        |                      |  |  |       |  |  | Ranieri I di Monaco |  |  | Lanfranco Grimaldi |  |
|                      |   |                        |                      |  |  |       |  |  | Ranieri I di Monaco |  |  | Lanfranco Grimaldi |  |
|                      |   | Aurelia Del Carretto   |                      |  |  |       |  |  | Ranieri I di Monaco |  |  |                    |  |
| Carlo I di Monaco    |   |                        |                      |  |  |       |  |  | Ranieri I di Monaco |  |  |                    |  |
|                      |   | Salvatica Del Carretto | Giacomo Del Carretto |  |  |       |  |  |                     |  |  |                    |  |
|                      |   | Salvatica Del Carretto | Giacomo Del Carretto |  |  |       |  |  |                     |  |  |                    |  |
|                      |   | Salvatica Del Carretto | Caterina da Marano   |  |  |       |  |  |                     |  |  |                    |  |
| Ranieri II di Monaco |   | Salvatica Del Carretto |                      |  |  |       |  |  |                     |  |  |                    |  |
|                      |   | Gherardo Spinola       | Odoardo Spinola      |  |  |       |  |  |                     |  |  |                    |  |
|                      |   | Gherardo Spinola       | Odoardo Spinola      |  |  |       |  |  |                     |  |  |                    |  |
|                      |   | Gherardo Spinola       | …                    |  |  |       |  |  |                     |  |  |                    |  |
| Lucchina Spinola     |   | Gherardo Spinola       |                      |  |  |       |  |  |                     |  |  |                    |  |
|                      |   | Pietra De' Marini      | Antonio De' Marini   |  |  |       |  |  |                     |  |  |                    |  |
|                      |   | Pietra De' Marini      | Antonio De' Marini   |  |  |       |  |  |                     |  |  |                    |  |
|                      |   | Pietra De' Marini      | …                    |  |  |       |  |  |                     |  |  |                    |  |
| Giovanni I di Monaco |   | Pietra De' Marini      |                      |  |  |       |  |  |                     |  |  |                    |  |
|                      | … | …                      |                      |  |  |       |  |  |                     |  |  |                    |  |
|                      | … | …                      |                      |  |  |       |  |  |                     |  |  |                    |  |
|                      | … | …                      |                      |  |  |       |  |  |                     |  |  |                    |  |
| …                    | … |                        |                      |  |  |       |  |  |                     |  |  |                    |  |
|                      |   | …                      | …                    |  |  |       |  |  |                     |  |  |                    |  |
|                      |   | …                      | …                    |  |  |       |  |  |                     |  |  |                    |  |
|                      |   | …                      | …                    |  |  |       |  |  |                     |  |  |                    |  |
| Isabella Asinari     |   | …                      |                      |  |  |       |  |  |                     |  |  |                    |  |
|                      |   | …                      | …                    |  |  |       |  |  |                     |  |  |                    |  |
|                      |   | …                      | …                    |  |  |       |  |  |                     |  |  |                    |  |
|                      |   | …                      | …                    |  |  |       |  |  |                     |  |  |                    |  |
| …                    |   | …                      |                      |  |  |       |  |  |                     |  |  |                    |  |
|                      |   | …                      | …                    |  |  |       |  |  |                     |  |  |                    |  |
|                      |   | …                      | …                    |  |  |       |  |  |                     |  |  |                    |  |
|                      |   | …                      | …                    |  |  |       |  |  |                     |  |  |                    |  |
|                      |   | …                      |                      |  |  |       |  |  |                     |  |  |                    |  |